# Makarij (monaco)
Padre Makarij (in russo Макарий?), nato Michail Vasil'evič Polikarpov (in russo Михаил Васильевич Поликарпов?); Gubernija di Kazan', 1851 – Bose, 19 luglio 1917) è stato un religioso russo, ricordato come il santo preferito di Grigorij Rasputin.

## Biografia

### Le origini
Michail Vasil'evič Polikarpov nacque nel 1851, primogenito di una famiglia contadina nel nuovo riparato villaggio di Sotnikovskoe, nella parrocchia della contea di Čeboksary, nella Gubernija di Kazan'. Suo padre morì presto e, essendo il più anziano nella famiglia, dovette prendersi cura dei membri più giovani. Faceva il pastore prima di mucche e di pecore, poi di maiali, presso il famoso e antico monastero ortodosso di san Nicola di Verchotur'e, una cittadina degli Urali nella regione di Ekaterinburg, sin dall'infanzia, e per molti anni fu noto ai pellegrini e alla gente del posto come "pastore Michail".
Fin da bambino, Michail amava tutto del divino e avrebbe voluto vagare. Solo dando in sposa la sorella minore fu in grado di realizzare il suo sogno di lunga data, e divenne un novizio nel monastero quando aveva più di trent'anni, nel 1890. Noto per la sua santa vita come uno degli uomini più saggi del paese, i pellegrini giungevano per lui non solo dagli Urali, ma anche da tutta la Russia imperiale. Dopo essere stato per dieci anni obbediente al pastore monastico, Makarij era infatti diventato uno starec, cioè un monaco anacoreta capace di profetare e di guarire, il quale aveva raggiunto già da vivo il colmo della beatitudine.
Ormai placato da ogni passione terrena, risiedeva in una grotta, che era il suo rifugio, nella foresta permiana del grande fiume Oktaj situata a dieci miglia dal convento, nel monastero di Oktajskom, di cui solo pochissimi conoscevano l'esatta ubicazione, tanto era il suo desiderio di isolarsi dal mondo. Non mangiava niente per mesi, pascolava i maiali e restava per ore nel folto del bosco a pregare. Essendo analfabeta, conosceva Cristo solo attraverso le funzioni ecclesiastiche e aveva imparato le preghiere oralmente.
Makarij era conosciuto come un santo pazzo e un veggente, e le sue profezie erano piene di voci e leggende. Residenti locali e pellegrini lo chiamavano "pollo santo", perché lo vedevano costantemente circondato da uccelli domestici, che lo seguivano ovunque.

### L'incontro con Rasputin

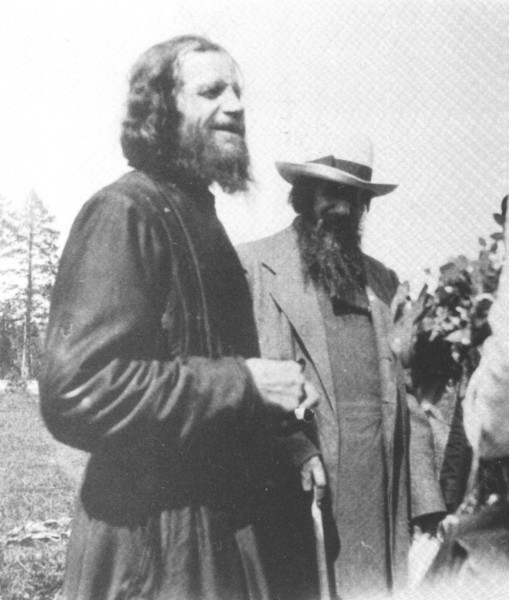
Makarij al monastero di Oktajskij con Rasputin per l'ultima volta, di Anna Vyrubova, 25 agosto 1916.

Nel 1892, all'età di ventotto anni, Grigorij Rasputin, giunto in pellegrinaggio a pregare al monastero di Verchotur'e, che in quegli anni fu ampliato per ricevere più pellegrini da tutta la Siberia, sentì tanto parlare del vegliardo Makarij dal novizio Myleti Saborevskij, futuro vescovo di Barnaul e di Tomsk, che aveva accompagnato dal villaggio natale di Pokrovskoe fin lì. Makarij faceva ancora il pastore per il monastero. Prima di lasciare il convento, Rasputin voleva inginocchiarsi di fronte a lui per avere la sua benedizione. Un giorno, disse al frate Pëtr Dmitrievič, che aveva funzioni di vice rettore all'accademia ecclesiastica e di cui era divenuto intimo, di condurlo da Makarij. In quel momento, i due stavano in preghiera davanti al reliquiario di san Simone e in presenza delle ossa benedette nulla che attenesse alla fede poteva essere rifiutato. Così, Dmitrievič gli rispose di terminare la sua novena alla Vergine e, quando il suo spirito si fosse abbastanza purificato, lo avrebbe condotto da Makarij.
Una mattina d'inverno, esaudite le preghiere imposte da Dmitrievič, Rasputin fu invitato ad andare da Makarij. Nella foresta i pellegrini furono guidati da un canto. Makarij stava sulla soglia della sua grotta e, appena li vide, alzò le braccia coperte di catene per benedirli: "Che la pace del Signore sia con voi". I due si inginocchiarono e gli abbracciarono le caviglie. Prima che potessero parlare, Makarij confessò i propri peccati ai visitatori:
Dette queste parole, Makarij cadde a sua volta in ginocchio al cospetto dei due, che non si erano ancora rialzati, e aggiunse: "Fratelli, benedite il più inutilmente peccatore degli uomini, benedite l'ultimo e il peggiore dei chlysty". Rasputin, a queste invocazioni, si prosternò a terra e gridò che era lui che doveva benedire loro se pensava che ne fossero degni. Dopo la reciproca benedizione, si sedettero su sgabelli e Makarij volle ascoltare da Rasputin la storia della sua vita. Il giovane gli narrò le sue aspirazioni mistiche e le tentazioni dei sensi. Gli disse che si sentiva molto attratto dal mondo e, nel medesimo tempo, chiamato da Dio. Avrebbe voluto essere servo della Vergine Maria, ma si accorgeva che era anche schiavo della carne. Baciando le sue catene, lo scongiurò di guidarlo lungo la via della salvezza: voleva essere un giorno uno starec come lui era e anche che i suoi peccati contribuissero alla sua salvazione. A questo punto, Makarij si alzò in piedi e, col viso rivolto al cielo, rispose:
Lasciato Makarij, il monaco Boris Orlov'ev, addetto alle cerimonie solenni, preparò l'iniziazione di Rasputin, che dopo tre mesi di pellegrinaggio passati la maggior parte presso Makarij lasciò il suo monastero preferito e divenne molto devoto nella religione ortodossa russa. Come gli aveva ordinato Rasputin, Makarij si fece monaco il 20 marzo 1900 e cominciò a vivere da eremita al monastero di Oktajskij. Sotto la sua influenza, Rasputin rinunciò a bere, a fumare e a mangiare carne.
Intorno al 1893, Rasputin affermò di aver avuto una visione della Madonna di Kazan' e dunque decise di abbracciare completamente la vita mistica e di intraprendere un lungo pellegrinaggio fino al monastero di San Pantaleone, sul Monte Athos, esperienza che tuttavia lo scioccò e lo disilluse profondamente di fronte alla sodomia, come disse a Makarij. Mise in pratica l'ispirato consiglio di Makarij: "Se non sei riuscito a salvare la tua anima nel monastero, vai a salvarla nel secolo".
Uno dei motivi per le frequenti visite di Rasputin a Verchotur'e era Makarij, la sua guida spirituale.

### Il viaggio dei monaci

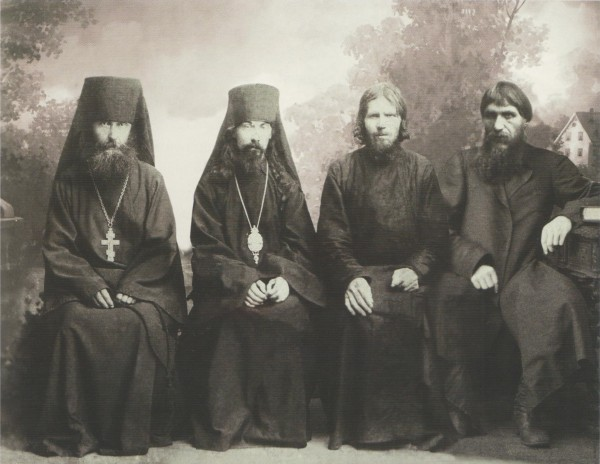
Lo ieromonaco tesoriere Joannicius del monastero di Verchotur'e, ivi con Feofan, Makarij e Rasputin, 1909.

Evidentemente Rasputin parlava di Makarij allo zar Nicola II, poiché al monastero giunse del denaro da parte sua per la costruzione di una cella per lui, un edificio di tronchi di un piano, ovvero un eremo nella fattoria di Aktai, non lontano dal monastero, dove vivesse da eremita. Inoltre, furono mandati dei soldi per un suo viaggio a San Pietroburgo, la prima volta alla fine del 1908, quando venne accettato dalla zarina Alessandra, e la seconda il 23 giugno 1909, quando si incontrò con lo zar.
Makarij allora andò a Carskoe Selo, conversò con lo zar e la sua famiglia del loro monastero e di come ci viveva. Non vide nessuna cattiva azione compiuta da Rasputin e dalle persone che erano venute da loro insieme a lui. Ma, nell'estate del 1909, Makarij non era stato certo convocato a Carskoe Selo per raccontare agli zar come vivevano al monastero. Nicola II annotò sul diario: "23 giugno. Dopo il tè sono venuti da noi Feofan, Grigorij e Makarij".
Fu proprio allora che la zarina Alessandra raccontò a tutti e tre la sua idea. Conoscendo i dubbi su Rasputin manifestati dal suo confessore, il vescovo Feofan di Poltava, aveva pensato di mettere in contatto quest'ultimo con Makarij, che era tanto devoto a Rasputin, affinché si recassero insieme al paese natale di Rasputin. Era convinta che il viaggio avrebbe rinnovato l'amicizia di Feofan per Rasputin, dissipando tutti i dubbi.
Nella seconda metà di giugno, Makarij si mise in viaggio insieme a Rasputin e a Feofan. Arrivando all'inizio al monastero di Verchotur'e, diversamente da Rasputin, Makarij e Feofan, secondo l'uso dei pellegrini, osservarono il digiuno. Rasputin assicurava Makarij e Feofan di venerare Simeone di Verchotur'e, tuttavia, quando nel monastero cominciò la funzione, se ne andò in città. Nella casa a due piani di Rasputin, Feofan cercò di parlare a Makarij del pericolo rappresentato dai discepoli di Rasputin, Il'ja Arsenov e Nikolaj Raspopov. Lo starec, però, gli disse cose incomprensibili, come faceva nella maggior parte dei casi.
Tra fine agosto e inizio settembre del 1909, poco dopo il ritorno a Oktaj dal suo ultimo incontro coi sovrani a San Pietroburgo, su ordine dello zar, venne fotografato nella sua cella dal fotografo Prokudin-Gorskij. Un altro famoso fotografo di Pietroburgo, Karl Bulla, anche su richiesta dello zar, andò a Verchotur'e durante l'estate del 1913. Doveva catturare la celebrazione della consacrazione della cattedrale di Santa Croce. Tuttavia, il famoso maestro fece la prima serie di immagini agli Urali nel monastero Oktajskom, e in diverse di queste immortalò il famoso vecchio.

### La generalessa pazza
All'inizio di marzo del 1912, quando il monaco ortodosso di corte Iliodor e Rasputin avevano rotto i rapporti ed erano diventati nemici, la loro seguace Ol'ga Vladimirovna Lohtina, moglie di un consigliere di Stato effettivo, venne cacciata sia dalla casa di Pokrovskoe sia dall'eremo di Floriščeva.
Ma lei non si dava pace, e pensò allora di andare ad abitare accanto a Makarij, dove poteva sentirsi almeno in prossimità di ciò che aveva perduto. Stavano restaurando la cella di Makarij e lei si sistemò nella piccola dispensa. Makarij puntellò la porta con un'asse e vi appoggiò sopra una pietra. La donna si nutriva una volta al giorno con gli avanzi di Makarij. I monaci non compresero il suo slancio e chiesero che venisse allontanata dal convento maschile.
Quando arrivò la polizia e le consegnò l'ingiunzione di andarsene, lei rispose che volontariamente non lo avrebbe fatto, ma fu costretta ad allontanarsi, poiché i monaci piombarono addosso a Makarij e lo picchiarono. Lohtina mandò un telegramma al riguardo al sovrano, pregandolo di difendere Makarij, che conosceva di persona, e lui lo difese. Punirono i monaci e restaurarono velocemente la cella di Makarij. Costruirono anche una piccola cameretta annessa alla cella separata, affinché Lohtina potesse vivere accanto a Makarij.
Al romitaggio dove viveva, tutta vestita di bianco e con piccole icone sul petto, Lohtina portava la legna, puliva e lavava la cella di Makarij, pregava e gli portava in treno un paniere di galline. Tornava solo qualche volta nella capitale da Rasputin.

### L'ultima visita di Rasputin
Verso la fine di aprile del 1913, incontrò la granduchessa Elisabetta Fëdorovna, sorella maggiore della zarina e allora badessa del convento della Misericordia, giunta in visita al suo monastero.
Nell'estate del 1916, quasi sentisse che era l'ultima volta, Rasputin decise come sempre di visitare il suo monastero preferito per pregare davanti alle reliquie di san Simeone, e vi condusse le sue folli ammiratrici: Anna Vyrubova con la domestica Marija Timofeevna Beljaeva e l'infermiere Akim Žuk, Julija Aleksandrovna Den, Marija Golovina, e le sue due figlie Matrëna e Varvara. Il 25 agosto, dal monastero si recarono al romitaggio di Makarij, presso il quale allora viveva Lohtina. Il giorno dopo, dopo aver onorato il santo, Rasputin andò a Pokrovskoe con le figlie, mentre le seguaci tornarono nella capitale. Non sapevano che era il loro addio al suo monastero.

### La rivoluzione russa
Nel marzo del 1917, dopo l'abdicazione dello zar Nicola II e il trionfo della rivoluzione di febbraio, all'eremo dell'allora sessantenne Makarij arrivarono gli inquirenti della commissione istruttoria straordinaria per le indagini sulle azioni illegali dei ministri e di altri funzionari del regime zarista, istituita proprio dal governo provvisorio di Kerenskij. Makarij era considerato il padre spirituale di Grigorij Rasputin e quindi fu interrogato nella sua cella in rovina. Ottenere delle risposte non era facile, perché Makarij era balbuziente. La sua deposizione, di quando conobbe Rasputin circa dodici anni prima e della sua visita a Carskoe Selo, è conservata nel dossier della commissione. Su Rasputin non riuscirono a tirargli fuori altro:
Nella sua testimonianza della commissione, non screditò Rasputin. L'8 marzo Lohtina fu arrestata nell'eremo di Oktaj e trasferita alla fortezza di Pietro e Paolo. Detenuto dal 19 aprile in custodia cautelare per meno di due mesi circa, Makarij morì a Bose il 19 luglio 1917 e fu sepolto nel cimitero del monastero di Verhoturskogo, la sorella del monastero di Nicola.
Il 29 novembre 1917, la triste notizia raggiunse i Romanov, prigionieri a Tobol'sk, e la zarina lo segnalò subito alla sua amica e confidente Den: "Padre Makarij morì il 19 luglio". Nell'estate del 1918, quando fu uccisa la famiglia imperiale, il monastero di Verchotur'e venne saccheggiato dai profani bolscevichi.